# Фёклабрук (футбольный клуб)
«Фёклабрук» — австрийский футбольный клуб из Фёклабрука, расформированный в 2009 году. Основан 1 июля 1999 года. Домашние матчи проводил на стадионе «Форальпенштадион», вмещающем 44.000 зрителей. Наивысшими достижениями клуба является победа в региональной лиге «Центр», позволившая подняться в Первую лигу.

## История
В 2008 году стал победителем в региональной лиге «Центр», тем самым, смог впервые в своей истории выйти в Первую лигу.

## Достижения
Победитель в региональной лиге «Центр» («Mitte»): (1)
- 2007—2008 (выход в Первую лигу)